# Општина Биказ (Марамуреш)
Биказ (рум. Bicaz) општина је у Румунији у округу Марамуреш.
Oпштина се налази на надморској висини од 194 m.